# Waldviertelská železnice

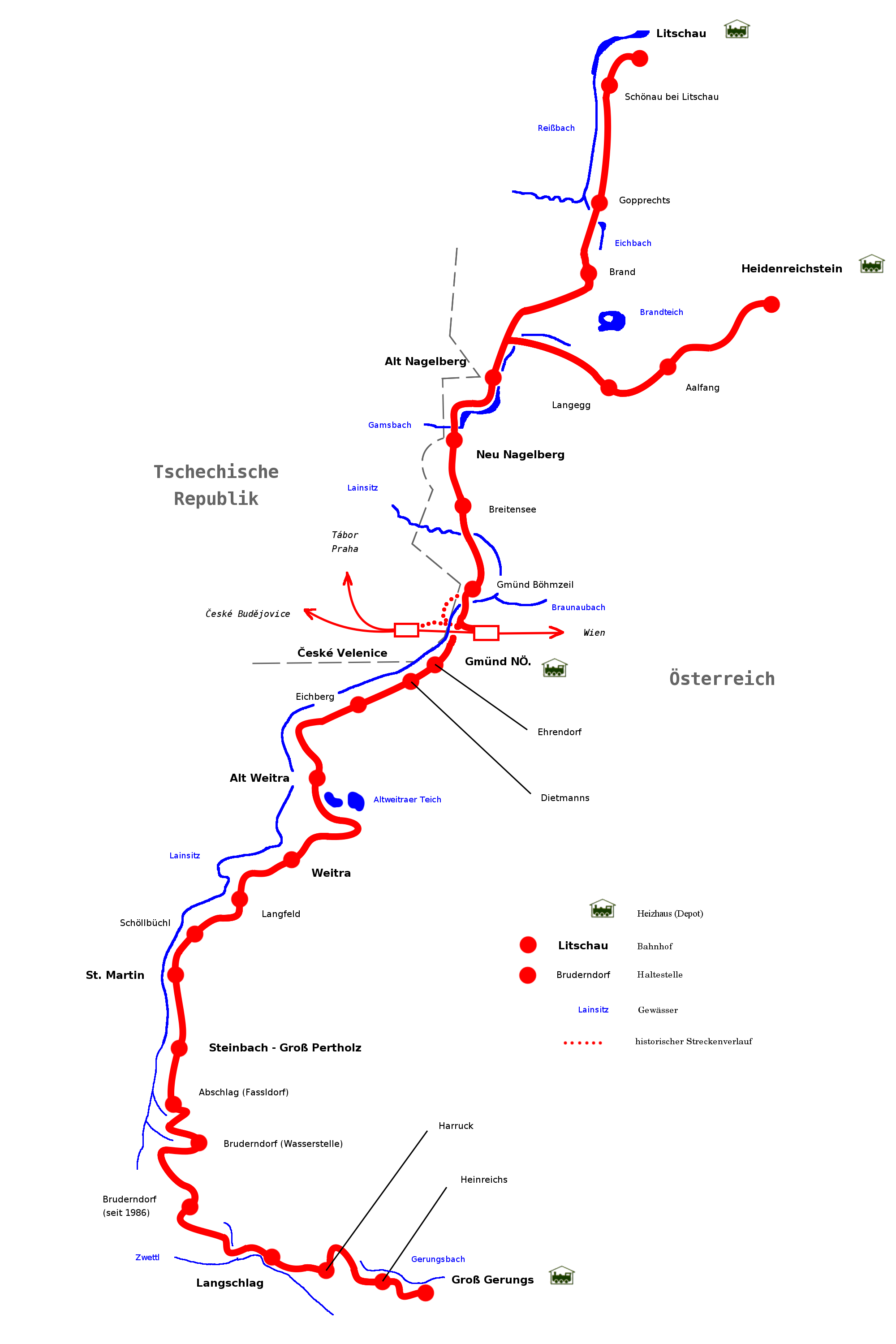
Schéma Waldviertelbahn

Waldviertelské úzkorozchodné dráhy (německy Waldviertler Schmalspurbahnen) je síť tří úzkorozchodných železničních drah o rozchodu 760 mm, která má výchozí bod v dolnorakouském Gmündu. Původně však dráhy vycházely z dnešního nádraží České Velenice. 
Železniční provoz na této síti úzkorozchodných drah má dnes převážně turistický charakter. V roce 2017 jezdily denně vlaky na obou tratích pouze v červenci a srpnu. Většina spojů byla obsluhována motorovými vozy řady 5090. V jízdním řádu ale byly vyznačeny dny, kdy byly vlaky vedeny i jinými vozidly včetně parních lokomotiv. Všechny vlaky na této úzkorozchodné síti provozuje dopravce NÖVOG (Niederösterreichische Verkehrsorganisationsgesellschaft). Partnerskou úzkorozchodnou drahou jsou Jindřichohradecké místní dráhy. Obě úzkorozchodné dráhy spojuje nejen partnerství, ale i více než sto let trvající plán jejich kolejového propojení.

## Historie

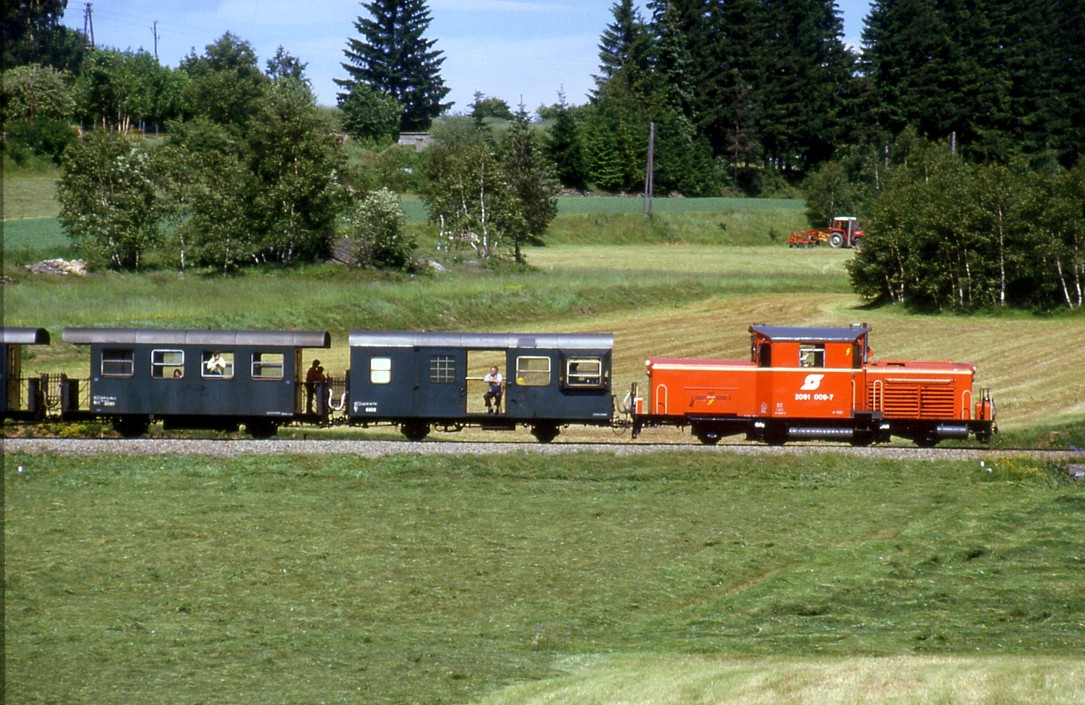
Vlak na trati Groß Gerungs – Gmünd na snímku z roku 1985

Provoz waldvirtelských úzkorozchodných drah byl zahájen v roce 1900 na severní trati do Litschau. V roce 1902 byla otevřena první část jižní tratě, jejíž stavba byla technicky náročnější. V roce 1903 pak dosáhla i jižní větev své cílové stanice Groß Gerungs. 
Po rozdělení Gmündu na českou (České Velenice) a rakouskou část (Gmünd) v roce 1919 se nádraží úzkorozchodné dráhy ocitlo na české straně. Dne 20. 1. 1922 zahájilo provoz nádraží v Gmündu, které vzniklo přestavbou původní železniční zastávky. Waldviertelské úzkorozchodné dráhy od té doby vycházely z tohoto nádraží. Výtopnu a dílny v Českých Velenicích ÖBB využívaly až do července 1945. Do roku 1951 pak úzkorozchodná trať Gmünd – Litschau vytvářela krátký peážní úsek na československém území. Ten byl zrušen po výstavbě přeložky tratě na rakouské straně státní hranice. Ve stopě původního trasování úzkorozchodné dráhy do Českých Velenic dnes najdeme lávku přes řeku Lužnici tvořící hraniční přechod České Velenice-lávka / Gmünd II.
Od 80. let 20. století se úzkorozchodné dráhy potýkaly s existenčními problémy, ovšem rakouský státní dopravce ÖBB si uvědomoval jejich turistický potenciál. Díky tomu bylo zachováno mnoho původních parních lokomotiv, které jsou dodnes využívány k nostalgickým jízdám. V roce 2001 ÖBB s provozováním vlaků na Waldviertelské železnici skončil a provoz převzal regionální dopravce NÖVOG. V té souvislosti byly zrušeny pravidelné osobní vlaky na větvi do Groß Gerungs, poslední trati v režimu základní obslužnosti na síti Waldviertelské železnice. Dopravce NÖVOG již provozuje úzkorozchodné dráhy pouze v sezónním režimu jako turistickou atrakci.

## Tratě

#### Gmünd –Litschau
Délka tratě je 25 kilometrů. Z Gmündu vede na sever. Zajímavostí je, že se od roku 1902 objevovaly plány na propojení této tratě s železniční tratí z Jindřichova Hradce do Nové Bystřice, která má stejný rozchod. Toto propojení o délce 12 km mělo vzniknout mezi Novou Bystřicí a Litschau.

#### Alt-Nagelberg –Heidenreichstein
Odbočná trať vycházející ze stanice Alt-Nagelberg (v obci Brand-Nagelberg) na trati z Gmündu do Litschau. Její délka je 13 kilometrů.

#### Gmünd –Groß Gerungs
Mladší a zároveň nejdelší z trojice tratí měří 43 kilometrů a vede z Gmündu na jih. Je vedena převážně ve skalnatém terénu, proto jsou na ní dva železniční tunely a také několik mostů a viaduktů.

## Galerie

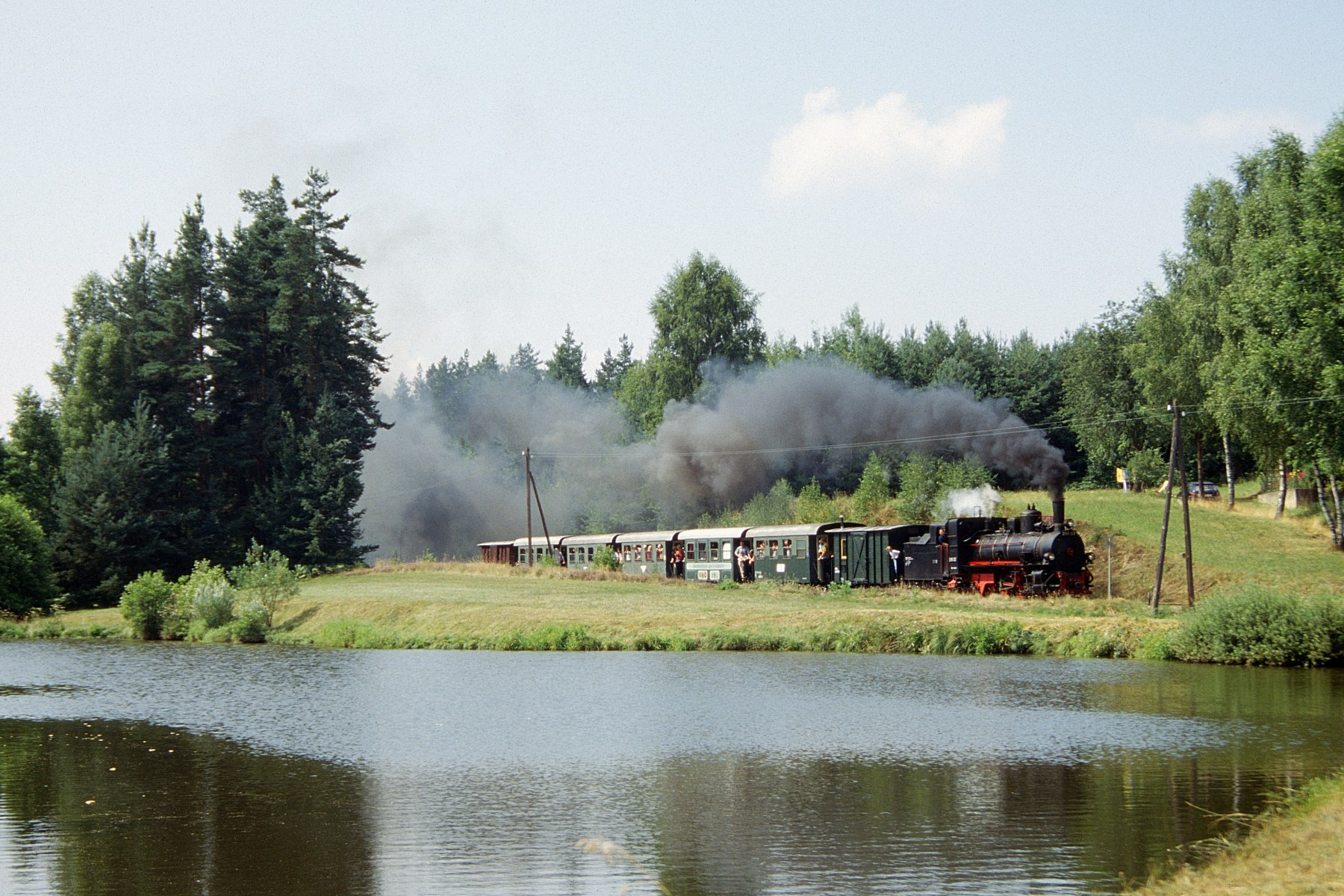
Na trati do Litschau u Gopprechtsu
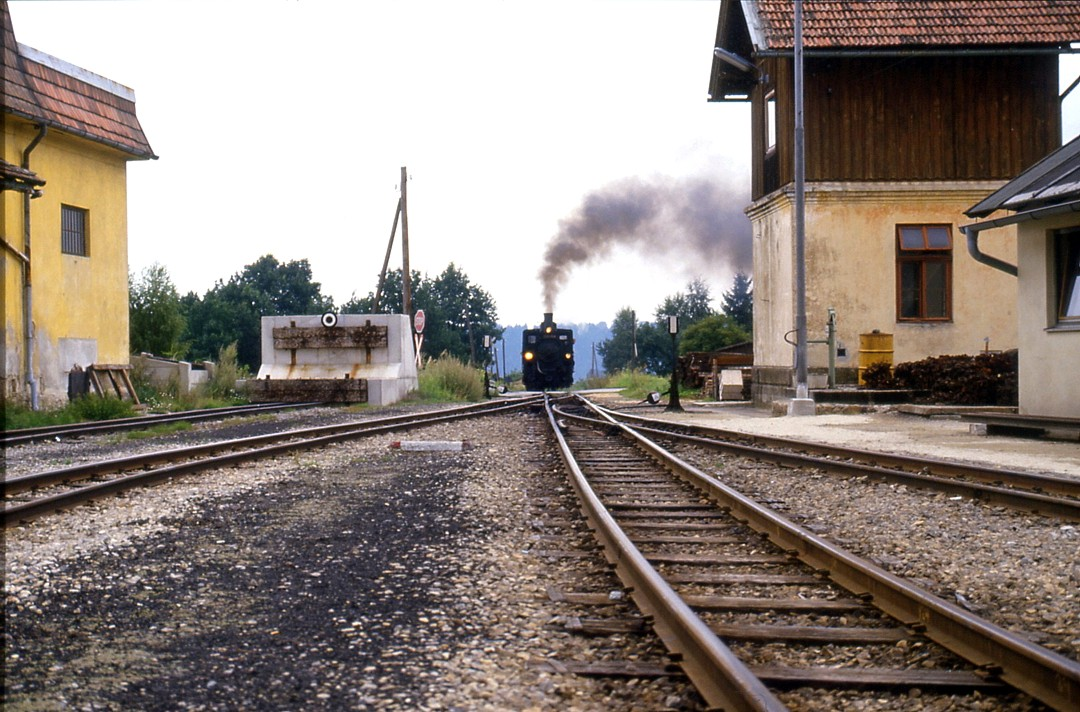
Nádraží ve Weitře
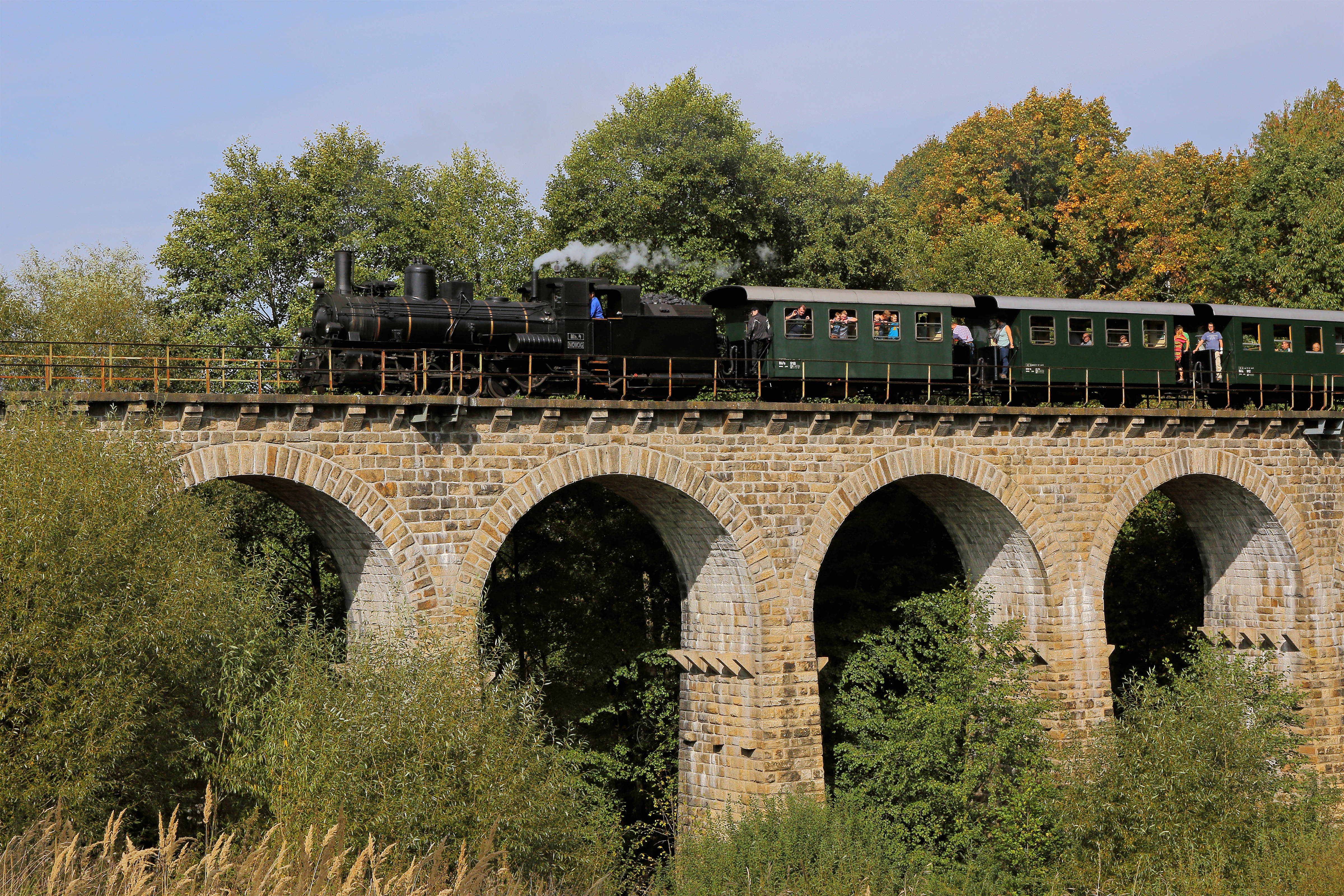
Viadukt Veitsgraben
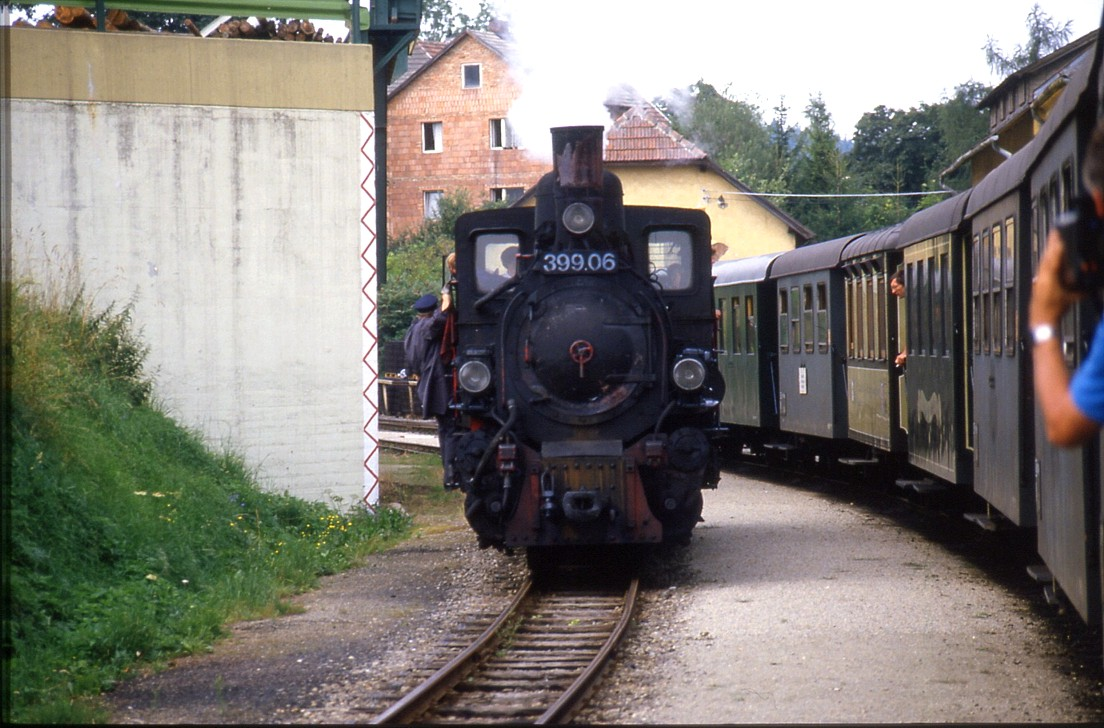
Na nádraží v Groß Gerungs
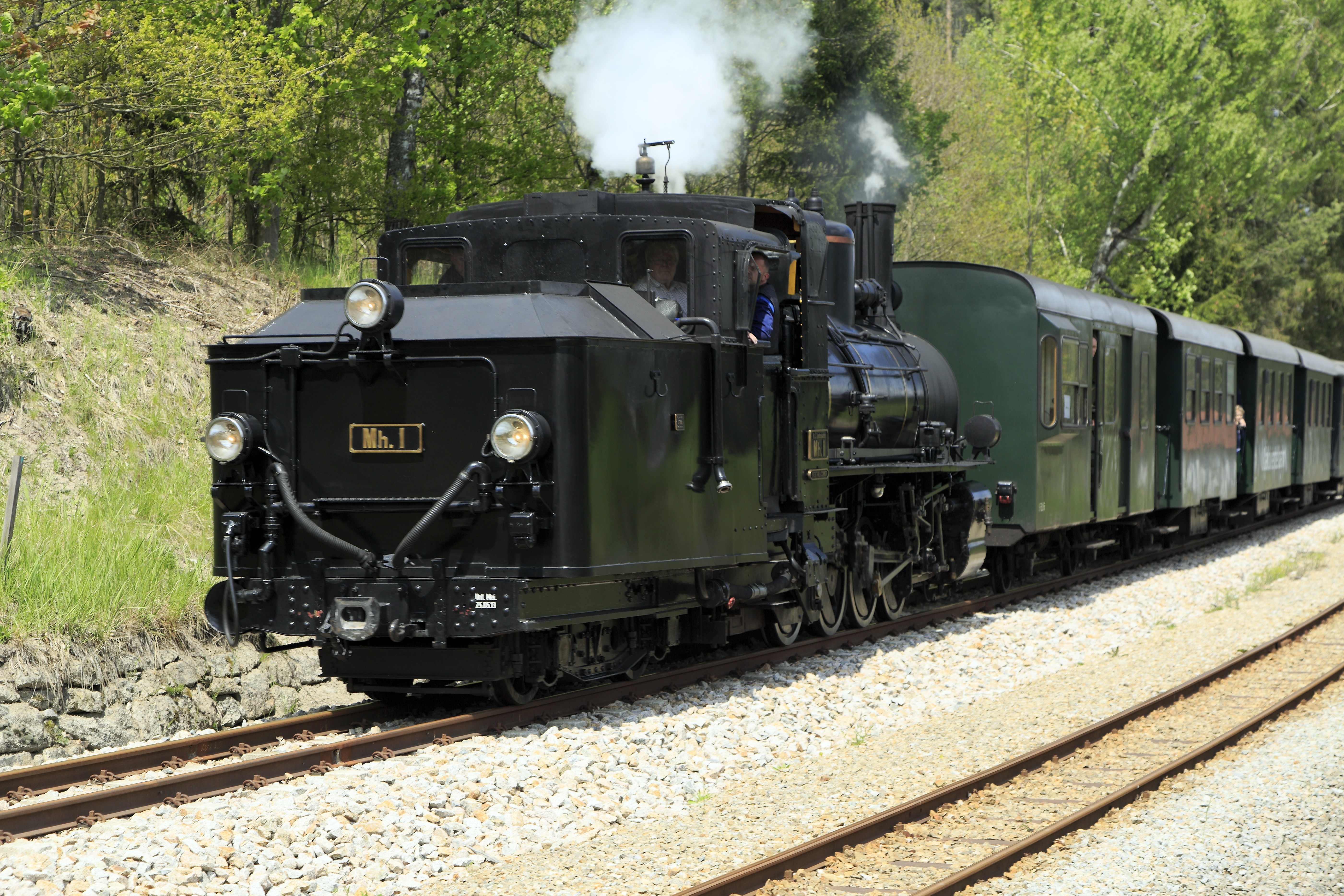
Vlak z Litschau u Alt Nagelbergu